# ولایت میماساکا

نقشه ژاپن در سال ۱۸۶۸ میلادی. این ولایت با رنگ تیره مشخص شده است.

ولایت میماساکا (به ژاپنی: 美作国 Mimasaka no kuni)ک ولایت‌های ژاپن در ناحیه شمالی استان اوکایاما در منطقه چوگوکو در غرب ژاپن بود. میماساکا با ولایت های ولایت بیچو، ولایت بیزن، ولایت هاریما ، ولایت هوکی و ولایت اینابا مجاور بود. نام مخفف آن ساکوشو Sakushū (作州) بود. 